# 25e corps d'armée (Allemagne)
Pour les articles homonymes, voir 25e corps d'armée.
Le 25e corps d'armée (en allemand : XXV. Armeekorps) était un corps d'armée de l'armée de terre allemande, la Heer, au sein de la Wehrmacht pendant la Seconde Guerre mondiale.

## Hiérarchie des unités
| Nom          | Nbre d'hommes       | Unités subalternes                | Grade de commandement                 |
| ------------ | ------------------- | --------------------------------- | ------------------------------------- |
| Heeresgruppe | + 300 000           | 2 à + Armeen (Armées)             | Generaloberst ou Generalfeldmarschall |
| Armee        | + 100 000 - 300 000 | 2 à + Armeekorps (Corps d'armées) | General ou Generaloberst              |
| Armeekorps   | + 30 000 - 80 000   | 2 à + Divisionen (Division)       | Generalleutnant ou General            |
| Division     | + 10 000 – 20 000   | 2 à 6 Brigaden (Brigade)          | Generalmajor ou Generalleutnant       |
| Brigade      | + 3 000 – 5 000     | jusqu'à 3 Regimentern (Régiment)  | Oberst ou Generalmajor                |

## Historique
Le XXV. Armeekorps est formé le 17 septembre 1939 à Baden-Baden dans le Wehrkreis V à partir du Generalkommando der Grenztruppen Oberrhein créé le 1er mars 1939, lui-même provenant du Kommandostab Oberrhein fondé le 24 novembre 1939.
Il capitule le 10 mai 1945 dans le Festung Lorient.

## Organisation

### Commandants successifs
| Date                                | Grade                  | Commandant             |
| ----------------------------------- | ---------------------- | ---------------------- |
| 17 septembre 1939 - 6 novembre 1939 | General der Infanterie | Alfred Wäger           |
| 6 novembre 1939 - 1er mai 1942      | General der Infanterie | Karl Ritter von Prager |
| 1er mai 1942 - 10 juin 1944         | General der Artillerie | Wilhelm Fahrmbacher    |
| 10 juin 1944 - 16 juin 1944         | General der Infanterie | Dietrich von Choltitz  |
| 16 juin 1944 - 10 mai 1945          | General der Artillerie | Wilhelm Fahrmbacher    |

### Chef des Generalstabes
| Date                             | Grade             | Commandant       |
| -------------------------------- | ----------------- | ---------------- |
| Printemps 1939 - 5 février 1940  | Oberst i.G.       | Arthur Hauffe    |
| 5 février 1940 - Octobre 1941    | Generalmajor i.G. | Anton Dostler    |
| Octobre 1941 - Juillet 1943      | Oberst i.G.       | Kurt Adam        |
| 1er août 1943 - 25 décembre 1944 | Oberst i.G.       | Robert Bader     |
| 25 décembre 1944 - 10 mai 1945   | Oberst i.G.       | Lothar von Raven |

### 1. Generalstabsoffizier (Ia)
| Date                               | Grade               | Commandant       |
| ---------------------------------- | ------------------- | ---------------- |
| Septembre 1939 - Mai 1940          | Oberstleutnant i.G. | Kurt Adam        |
| Mai 1940 - Août 1942               | Major i.G.          | Walther Meißner  |
| Août 1942 - Février 1944           | Oberstleutnant i.G. | Johann Stöhr     |
| 15 février 1944 - 25 décembre 1944 | Oberstleutnant i.G. | Lothar von Raven |

## Théâtres d'opérations
- Mur de l'ouest : Septembre 1939 - Mai 1940
- France et Bretagne : Mai 1940 - Mai 1945

## Ordre de batailles

### Rattachement d'Armées
| Date      | Armée           | Groupe d'Armées |
| --------- | --------------- | --------------- |
| 1939      |                 |                 |
| Septembre | 7. Armee        | Heeresgruppe C  |
| 1940      |                 |                 |
| Janvier   | 7. Armee        | Heeresgruppe C  |
| Juillet   | 12. Armee       | Heeresgruppe C  |
| Septembre | 1. Armee        | Heeresgruppe C  |
| Novembre  | 1. Armee        | Heeresgruppe D  |
| Décembre  | 6. Armee        | Heeresgruppe D  |
| 1941      |                 |                 |
| Janvier   | 6. Armee        | Heeresgruppe D  |
| Mai       | 7. Armee        | Heeresgruppe D  |
| 1942      |                 |                 |
| Janvier   | 7. Armee        | Heeresgruppe D  |
| 1943      |                 |                 |
| Janvier   | 7. Armee        | Heeresgruppe D  |
| 1944      |                 |                 |
| Janvier   | 7. Armee        | Heeresgruppe D  |
| Mai       | 7. Armee        | Heeresgruppe B  |
| Août      | Festung Lorient | OKW             |
| Novembre  | Festung Lorient | Marine-OK West  |
| 1945      |                 |                 |
| Janvier   | Festung Lorient | Marine-OK West  |

### Unités subordonnées

#### Unités organiques
- Korps-Nachrichten-Abteilung 425
- Korps-Nachschubführer 307

#### Unités rattachées
1er septembre 1939
- 5. Infanterie-Division
- 35. Infanterie-Division
- 14. Landwehr-Division
- SS-Regiment "Der Führer"

8 mai 1940
- 557. Infanterie-Division
- 555. Infanterie-Division

2 août 1940
- 215. Infanterie-Division
- 73. Infanterie-Division

21 décembre 1940
- 61. Infanterie-Division
- 211. Infanterie-Division
- 290. Infanterie-Division

30 avril 1941
- 211. Infanterie-Division
- 205. Infanterie-Division
- 83. Infanterie-Division
- 212. Infanterie-Division

28 août 1941
- 211. Infanterie-Division
- 205. Infanterie-Division
- 709. Infanterie-Division
- 712. Infanterie-Division

11 octobre 1941
- 211. Infanterie-Division
- 205. Infanterie-Division
- 709. Infanterie-Division

18 janvier 1942
- 335. Infanterie-Division
- 305. Infanterie-Division
- 709. Infanterie-Division
- 332. Infanterie-Division

15 avril 1942
- 709. Infanterie-Division
- 335. Infanterie-Division
- 333. Infanterie-Division
- 305. Infanterie-Division
- 24. Panzer-Division
- 336. Infanterie-Division
- 377. Infanterie-Division

17 juin 1942
- 709. Infanterie-Division
- 335. Infanterie-Division
- 333. Infanterie-Division
- 17. Infanterie-Division
- Regiment "General Göring"
- 6. Panzer-Division
- Panzer-Brigade 100
- 370. Infanterie-Division

27 juillet 1942
- 709. Infanterie-Division
- 335. Infanterie-Division
- 333. Infanterie-Division
- 17. Infanterie-Division
- Brigade "Hermann Göring"
- 6. Panzer-Division
- SS-Division "Das Reich"
- 337. Infanterie-Division

14 septembre 1942
- 709. Infanterie-Division
- 335. Infanterie-Division
- 17. Infanterie-Division
- 333. Infanterie-Division
- 182. Infanterie-Division
- Brigade "Hermann Göring"
- 6. Panzer-Division
- 337. Infanterie-Division
- 257. Infanterie-Division

29 octobre 1942
- 709. Infanterie-Division
- 343. Infanterie-Division
- 257. Infanterie-Division
- 335. Infanterie-Division
- 346. Infanterie-Division
- 17. Infanterie-Division
- 182. Infanterie-Division
- 333. Infanterie-Division
- Brigade "Hermann Göring"
- 6. Panzer-Division

16 novembre 1942
- 257. Infanterie-Division
- 346. Infanterie-Division
- 17. Infanterie-Division
- 333. Infanterie-Division

10 décembre 1942
- 333. Infanterie-Division
- 17. Infanterie-Division
- 257. Infanterie-Division

7 juillet 1943
- 384. Infanterie-Division

26 décembre 1943
- 343. Infanterie-Division
- 265. Infanterie-Division
- 243. Infanterie-Division

15 mai 1944
- 43. Infanterie-Division
- 265. Infanterie-Division
- 275. Infanterie-Division
- 353. Infanterie-Division

12 juin 1944
- 2. Fallschirmjäger-Division
- 275. Infanterie-Division
- 265. Infanterie-Division
- 343. Infanterie-Division

15 juillet 1944
- 265. Infanterie-Division
- 343. Infanterie-Division

31 août 1944
- 265. Infanterie-Division
- 343. Infanterie-Division
- 2. Fallschirmjäger-Division
- 266. Infanterie-Division

16 septembre 1944
- 265. Infanterie-Division
- 2. Fallschirmjäger-Division
- 343. Infanterie-Division
- 266. Infanterie-Division

1er mars 1945
- 265. Infanterie-Division

## Sources
- XXV. Armeekorps sur Lexikon-der-wehrmacht.de